# Melantios (pasterz)
Melantios (gr. Μελάνθιος Melanthios lub Μελανθεύς Melanthéus, łac. Melanthius) – postać z mitologii greckiej, pasterz z Itaki, wiarołomny sługa Odyseusza.
Był synem Doliosa i bratem służącej Melanto. Po wieloletniej nieobecności zdradził swego pana przechodząc na stronę zalotników Penelopy. Znieważył Odyseusza, który po powrocie wszedł do pałacu w żebraczym przebraniu, a podczas spowodowanej przez niego rzezi zalotników próbował ich dozbroić. Za zdradę został pojmany i pozbawiony życia w okrutny sposób: ucięto mu nos i uszy, które rzucono na pożarcie psom, odcięto mu też nogi i ręce, porzucając okaleczone ciało.